# Senatori del Texas
Il Texas è entrato a far parte degli Stati Uniti d'America a partire dal 29 dicembre 1845. Elegge i senatori di classe 1 e 2, attualmente sono i repubblicani John Cornyn e Ted Cruz.

## Elenco

### Classe 1
| N.                                       | Foto                                     | Senatore                                 | Partito                                  | Carica                                   | Carica                                   | Congresso                                              | Mandato                                                                                        | Storia elettorale                                             |
| N.                                       | Foto                                     | Senatore                                 | Partito                                  | Inizio                                   | Termine                                  | Congresso                                              | Mandato                                                                                        | Storia elettorale                                             |
| ---------------------------------------- | ---------------------------------------- | ---------------------------------------- | ---------------------------------------- | ---------------------------------------- | ---------------------------------------- | ------------------------------------------------------ | ---------------------------------------------------------------------------------------------- | ------------------------------------------------------------- |
| 1                                        |                                          | Thomas Jefferson Rusk (1803-1857)        | Democratico                              | 21 febbraio 1846                         | 29 luglio 1857                           | 29                                                     | 1                                                                                              | Eletto all'ammissione nel 1846                                |
| 1                                        | 30                                       | Thomas Jefferson Rusk (1803-1857)        | Democratico                              | 21 febbraio 1846                         | 29 luglio 1857                           |                                                        | 1                                                                                              | Eletto all'ammissione nel 1846                                |
| 1                                        | 31                                       | Thomas Jefferson Rusk (1803-1857)        | Democratico                              | 21 febbraio 1846                         | 29 luglio 1857                           |                                                        | 1                                                                                              | Eletto all'ammissione nel 1846                                |
| 1                                        | 32                                       | Thomas Jefferson Rusk (1803-1857)        | Democratico                              | 21 febbraio 1846                         | 29 luglio 1857                           | 2                                                      | Rieletto nel 1851                                                                              |                                                               |
| 1                                        | 33                                       | Thomas Jefferson Rusk (1803-1857)        | Democratico                              | 21 febbraio 1846                         | 29 luglio 1857                           | 2                                                      | Rieletto nel 1851                                                                              |                                                               |
| 1                                        | 34                                       | Thomas Jefferson Rusk (1803-1857)        | Democratico                              | 21 febbraio 1846                         | 29 luglio 1857                           | 2                                                      | Rieletto nel 1851                                                                              |                                                               |
| 1                                        | 35                                       | Thomas Jefferson Rusk (1803-1857)        | Democratico                              | 21 febbraio 1846                         | 29 luglio 1857                           | 1/2                                                    | Rieletto nel 1857 Suicidatosi                                                                  |                                                               |
| Vacante                                  | Vacante                                  | Vacante                                  | Vacante                                  | 29 luglio 1957                           | 8 novembre 1857                          | 1/2                                                    |                                                                                                |                                                               |
| 2                                        | 35                                       |                                          | James Pinckney Henderson (1808-1858)     | Democratico                              | 9 novembre 1857                          | 1/2                                                    | 4 giugno 1858                                                                                  | Nominato per continuare il mandato Deceduto                   |
| Vacante                                  | Vacante                                  | Vacante                                  | Vacante                                  | 4 giugno 1858                            | 27 settembre 1858                        | 1/2                                                    |                                                                                                |                                                               |
| 3                                        | 35                                       |                                          | Matthias Ward (1805-1861)                | Democratico                              | 27 settembre 1858                        | 1/2                                                    | 5 dicembre 1859                                                                                | Nominato per continuare il mandato Ha perso la rinomina       |
| 3                                        | 36                                       |                                          | Matthias Ward (1805-1861)                | Democratico                              | 27 settembre 1858                        | 1/2                                                    | 5 dicembre 1859                                                                                | Nominato per continuare il mandato Ha perso la rinomina       |
| 4                                        |                                          | Louis Wigfall (1816-1874)                | Democratico                              | 5 dicembre 1859                          | 23 marzo 1861                            | 1/2                                                    | Eletto per terminare il mandato Espulso                                                        |                                                               |
| 4                                        | 37                                       | Louis Wigfall (1816-1874)                | Democratico                              | 5 dicembre 1859                          | 23 marzo 1861                            | 1/2                                                    | Eletto per terminare il mandato Espulso                                                        |                                                               |
|                                          | Vacante                                  | Vacante                                  | Vacante                                  | 23 marzo 1861                            | 30 marzo 1870                            | 1/2                                                    | Guerra di secessione americana Per informazioni visualizzare: Texas nella guerra di secessione |                                                               |
|                                          | Vacante                                  | Vacante                                  | Vacante                                  | 23 marzo 1861                            | 30 marzo 1870                            | 38                                                     | Guerra di secessione americana Per informazioni visualizzare: Texas nella guerra di secessione | ///                                                           |
| 39                                       | Vacante                                  | Vacante                                  | Vacante                                  | 23 marzo 1861                            | 30 marzo 1870                            |                                                        | Guerra di secessione americana Per informazioni visualizzare: Texas nella guerra di secessione | ///                                                           |
| 40                                       | Vacante                                  | Vacante                                  | Vacante                                  | 23 marzo 1861                            | 30 marzo 1870                            |                                                        | Guerra di secessione americana Per informazioni visualizzare: Texas nella guerra di secessione | ///                                                           |
|                                          | Vacante                                  | Vacante                                  | Vacante                                  | 23 marzo 1861                            | 30 marzo 1870                            | 41                                                     | Guerra di secessione americana Per informazioni visualizzare: Texas nella guerra di secessione | 1/2                                                           |
|                                          |                                          | James W. Flanagan (1805-1887)            | Repubblicano                             | 30 marzo 1870                            | 3 marzo 1875                             | 41                                                     | Nominato al momento della riammissione                                                         | 1/2                                                           |
| 5                                        | 42                                       | James W. Flanagan (1805-1887)            | Repubblicano                             | 30 marzo 1870                            | 3 marzo 1875                             |                                                        | Nominato al momento della riammissione                                                         | 1/2                                                           |
| 5                                        | 43                                       | James W. Flanagan (1805-1887)            | Repubblicano                             | 30 marzo 1870                            | 3 marzo 1875                             |                                                        | Nominato al momento della riammissione                                                         | 1/2                                                           |
| 6                                        |                                          | Samuel B. Maxey (1825-1895)              | Democratico                              | 4 marzo 1875                             | 3 marzo 1887                             | 44                                                     | 1                                                                                              | Eletto nel 1875                                               |
| 6                                        | 45                                       | Samuel B. Maxey (1825-1895)              | Democratico                              | 4 marzo 1875                             | 3 marzo 1887                             |                                                        | 1                                                                                              | Eletto nel 1875                                               |
| 6                                        | 46                                       | Samuel B. Maxey (1825-1895)              | Democratico                              | 4 marzo 1875                             | 3 marzo 1887                             |                                                        | 1                                                                                              | Eletto nel 1875                                               |
| 6                                        | 47                                       | Samuel B. Maxey (1825-1895)              | Democratico                              | 4 marzo 1875                             | 3 marzo 1887                             | 2                                                      | Rieletto nel 1881 Ha perso la rielezione                                                       |                                                               |
| 6                                        | 48                                       | Samuel B. Maxey (1825-1895)              | Democratico                              | 4 marzo 1875                             | 3 marzo 1887                             | 2                                                      | Rieletto nel 1881 Ha perso la rielezione                                                       |                                                               |
| 6                                        | 49                                       | Samuel B. Maxey (1825-1895)              | Democratico                              | 4 marzo 1875                             | 3 marzo 1887                             | 2                                                      | Rieletto nel 1881 Ha perso la rielezione                                                       |                                                               |
| 7                                        |                                          | John Henninger Reagan (1818-1905)        | Democratico                              | 4 marzo 1887                             | 10 giugno 1891                           | 50                                                     | 1/2                                                                                            | Eletto nel 1887 Dimessosi                                     |
| 7                                        | 51                                       | John Henninger Reagan (1818-1905)        | Democratico                              | 4 marzo 1887                             | 10 giugno 1891                           |                                                        | 1/2                                                                                            | Eletto nel 1887 Dimessosi                                     |
| 7                                        | 52                                       | John Henninger Reagan (1818-1905)        | Democratico                              | 4 marzo 1887                             | 10 giugno 1891                           |                                                        | 1/2                                                                                            | Eletto nel 1887 Dimessosi                                     |
| 8                                        |                                          | Horace Chilton (1853-1932)               | Democratico                              | 10 giugno 1891                           | 22 marzo 1892                            | Nominato per continuare il mandato Ha perso l'elezione | 1/2                                                                                            |                                                               |
| 9                                        |                                          | Roger Q. Mills (1832-1911)               | Democratico                              | 30 marzo 1892                            | 3 marzo 1899                             | Eletto per terminare il mandato                        | 1/2                                                                                            |                                                               |
| 9                                        | 53                                       | Roger Q. Mills (1832-1911)               | Democratico                              | 30 marzo 1892                            | 3 marzo 1899                             | 1                                                      | Rieletto nel 1893 Ritiratosi                                                                   |                                                               |
| 9                                        | 54                                       | Roger Q. Mills (1832-1911)               | Democratico                              | 30 marzo 1892                            | 3 marzo 1899                             | 1                                                      | Rieletto nel 1893 Ritiratosi                                                                   |                                                               |
| 9                                        | 55                                       | Roger Q. Mills (1832-1911)               | Democratico                              | 30 marzo 1892                            | 3 marzo 1899                             | 1                                                      | Rieletto nel 1893 Ritiratosi                                                                   |                                                               |
| 10                                       |                                          | Charles Allen Culberson (1855-1925)      | Democratico                              | 4 marzo 1899                             | 3 marzo 1923                             | 56                                                     | 1                                                                                              | Eletto nel 1899                                               |
| 10                                       | 57                                       | Charles Allen Culberson (1855-1925)      | Democratico                              | 4 marzo 1899                             | 3 marzo 1923                             |                                                        | 1                                                                                              | Eletto nel 1899                                               |
| 10                                       | 58                                       | Charles Allen Culberson (1855-1925)      | Democratico                              | 4 marzo 1899                             | 3 marzo 1923                             |                                                        | 1                                                                                              | Eletto nel 1899                                               |
| 10                                       | 59                                       | Charles Allen Culberson (1855-1925)      | Democratico                              | 4 marzo 1899                             | 3 marzo 1923                             | 2                                                      | Rieletto nel 1905                                                                              |                                                               |
| 10                                       | 60                                       | Charles Allen Culberson (1855-1925)      | Democratico                              | 4 marzo 1899                             | 3 marzo 1923                             | 2                                                      | Rieletto nel 1905                                                                              |                                                               |
| 10                                       | 61                                       | Charles Allen Culberson (1855-1925)      | Democratico                              | 4 marzo 1899                             | 3 marzo 1923                             | 2                                                      | Rieletto nel 1905                                                                              |                                                               |
| 10                                       | 62                                       | Charles Allen Culberson (1855-1925)      | Democratico                              | 4 marzo 1899                             | 3 marzo 1923                             | 3                                                      | Rieletto nel 1911                                                                              |                                                               |
| 10                                       | 63                                       | Charles Allen Culberson (1855-1925)      | Democratico                              | 4 marzo 1899                             | 3 marzo 1923                             | 3                                                      | Rieletto nel 1911                                                                              |                                                               |
| 10                                       | 64                                       | Charles Allen Culberson (1855-1925)      | Democratico                              | 4 marzo 1899                             | 3 marzo 1923                             | 3                                                      | Rieletto nel 1911                                                                              |                                                               |
| 10                                       | 65                                       | Charles Allen Culberson (1855-1925)      | Democratico                              | 4 marzo 1899                             | 3 marzo 1923                             | 4                                                      | Rieletto nel 1916 Ha perso la rielezione                                                       |                                                               |
| 10                                       | 66                                       | Charles Allen Culberson (1855-1925)      | Democratico                              | 4 marzo 1899                             | 3 marzo 1923                             | 4                                                      | Rieletto nel 1916 Ha perso la rielezione                                                       |                                                               |
| 10                                       | 67                                       | Charles Allen Culberson (1855-1925)      | Democratico                              | 4 marzo 1899                             | 3 marzo 1923                             | 4                                                      | Rieletto nel 1916 Ha perso la rielezione                                                       |                                                               |
| 11                                       |                                          | Earle B. Mayfield (1881-1964)            | Democratico                              | 4 marzo 1923                             | 3 marzo 1929                             | 68                                                     | 1                                                                                              | Eletto nel 1922 Ha perso la rinomina                          |
| 11                                       | 69                                       | Earle B. Mayfield (1881-1964)            | Democratico                              | 4 marzo 1923                             | 3 marzo 1929                             |                                                        | 1                                                                                              | Eletto nel 1922 Ha perso la rinomina                          |
| 11                                       | 70                                       | Earle B. Mayfield (1881-1964)            | Democratico                              | 4 marzo 1923                             | 3 marzo 1929                             |                                                        | 1                                                                                              | Eletto nel 1922 Ha perso la rinomina                          |
| 12                                       |                                          | Tom Connally (1877-1963)                 | Democratico                              | 4 marzo 1929                             | 3 gennaio 1953                           | 71                                                     | 1                                                                                              | Eletto nel 1928                                               |
| 12                                       | 72                                       | Tom Connally (1877-1963)                 | Democratico                              | 4 marzo 1929                             | 3 gennaio 1953                           |                                                        | 1                                                                                              | Eletto nel 1928                                               |
| 12                                       | 73                                       | Tom Connally (1877-1963)                 | Democratico                              | 4 marzo 1929                             | 3 gennaio 1953                           |                                                        | 1                                                                                              | Eletto nel 1928                                               |
| 12                                       | 74                                       | Tom Connally (1877-1963)                 | Democratico                              | 4 marzo 1929                             | 3 gennaio 1953                           | 2                                                      | Rieletto nel 1934                                                                              |                                                               |
| 12                                       | 75                                       | Tom Connally (1877-1963)                 | Democratico                              | 4 marzo 1929                             | 3 gennaio 1953                           | 2                                                      | Rieletto nel 1934                                                                              |                                                               |
| 12                                       | 76                                       | Tom Connally (1877-1963)                 | Democratico                              | 4 marzo 1929                             | 3 gennaio 1953                           | 2                                                      | Rieletto nel 1934                                                                              |                                                               |
| 12                                       | 77                                       | Tom Connally (1877-1963)                 | Democratico                              | 4 marzo 1929                             | 3 gennaio 1953                           | 3                                                      | Rieletto nel 1940                                                                              |                                                               |
| 12                                       | 78                                       | Tom Connally (1877-1963)                 | Democratico                              | 4 marzo 1929                             | 3 gennaio 1953                           | 3                                                      | Rieletto nel 1940                                                                              |                                                               |
| 12                                       | 79                                       | Tom Connally (1877-1963)                 | Democratico                              | 4 marzo 1929                             | 3 gennaio 1953                           | 3                                                      | Rieletto nel 1940                                                                              |                                                               |
| 12                                       | 80                                       | Tom Connally (1877-1963)                 | Democratico                              | 4 marzo 1929                             | 3 gennaio 1953                           | 4                                                      | Rieletto nel 1946 Ritiratosi                                                                   |                                                               |
| 12                                       | 81                                       | Tom Connally (1877-1963)                 | Democratico                              | 4 marzo 1929                             | 3 gennaio 1953                           | 4                                                      | Rieletto nel 1946 Ritiratosi                                                                   |                                                               |
| 12                                       | 82                                       | Tom Connally (1877-1963)                 | Democratico                              | 4 marzo 1929                             | 3 gennaio 1953                           | 4                                                      | Rieletto nel 1946 Ritiratosi                                                                   |                                                               |
| 13                                       |                                          | Price Daniel (1910-1988)                 | Democratico                              | 3 gennaio 1953                           | 14 gennaio 1957                          | 83                                                     | 1/2                                                                                            | Eletto nel 1952 Dimessosi per diventare governatore del Texas |
| 13                                       | 84                                       | Price Daniel (1910-1988)                 | Democratico                              | 3 gennaio 1953                           | 14 gennaio 1957                          |                                                        | 1/2                                                                                            | Eletto nel 1952 Dimessosi per diventare governatore del Texas |
| 13                                       | 85                                       | Price Daniel (1910-1988)                 | Democratico                              | 3 gennaio 1953                           | 14 gennaio 1957                          |                                                        | 1/2                                                                                            | Eletto nel 1952 Dimessosi per diventare governatore del Texas |
| 14                                       |                                          | William A. Blakley (1898-1976)           | Democratico                              | 14 gennaio 1957                          | 29 aprile 1957                           | Nominato per continuare il mandato Dimessosi           | 1/2                                                                                            |                                                               |
| 15                                       |                                          | Ralph Yarborough (1903-1996)             | Democratico                              | 29 aprile 1957                           | 3 gennaio 1971                           | Eletto per terminare il mandato                        | 1/2                                                                                            |                                                               |
| 15                                       | 86                                       | Ralph Yarborough (1903-1996)             | Democratico                              | 29 aprile 1957                           | 3 gennaio 1971                           | 1                                                      | Eletto nel 1958                                                                                |                                                               |
| 15                                       | 87                                       | Ralph Yarborough (1903-1996)             | Democratico                              | 29 aprile 1957                           | 3 gennaio 1971                           | 1                                                      | Eletto nel 1958                                                                                |                                                               |
| 15                                       | 88                                       | Ralph Yarborough (1903-1996)             | Democratico                              | 29 aprile 1957                           | 3 gennaio 1971                           | 1                                                      | Eletto nel 1958                                                                                |                                                               |
| 15                                       | 89                                       | Ralph Yarborough (1903-1996)             | Democratico                              | 29 aprile 1957                           | 3 gennaio 1971                           | 2                                                      | Rieletto nel 1964 Ha perso la rinomina                                                         |                                                               |
| 15                                       | 90                                       | Ralph Yarborough (1903-1996)             | Democratico                              | 29 aprile 1957                           | 3 gennaio 1971                           | 2                                                      | Rieletto nel 1964 Ha perso la rinomina                                                         |                                                               |
| 15                                       | 91                                       | Ralph Yarborough (1903-1996)             | Democratico                              | 29 aprile 1957                           | 3 gennaio 1971                           | 2                                                      | Rieletto nel 1964 Ha perso la rinomina                                                         |                                                               |
| 16                                       |                                          | Lloyd Bentsen (1921-2006)                | Democratico                              | 3 gennaio 1971                           | 20 gennaio 1993                          | 92                                                     | 1                                                                                              | Eletto nel 1970                                               |
| 16                                       | 93                                       | Lloyd Bentsen (1921-2006)                | Democratico                              | 3 gennaio 1971                           | 20 gennaio 1993                          |                                                        | 1                                                                                              | Eletto nel 1970                                               |
| 16                                       | 94                                       | Lloyd Bentsen (1921-2006)                | Democratico                              | 3 gennaio 1971                           | 20 gennaio 1993                          |                                                        | 1                                                                                              | Eletto nel 1970                                               |
| 16                                       | 95                                       | Lloyd Bentsen (1921-2006)                | Democratico                              | 3 gennaio 1971                           | 20 gennaio 1993                          | 2                                                      | Rieletto nel 1976                                                                              |                                                               |
| 16                                       | 96                                       | Lloyd Bentsen (1921-2006)                | Democratico                              | 3 gennaio 1971                           | 20 gennaio 1993                          | 2                                                      | Rieletto nel 1976                                                                              |                                                               |
| 16                                       | 97                                       | Lloyd Bentsen (1921-2006)                | Democratico                              | 3 gennaio 1971                           | 20 gennaio 1993                          | 2                                                      | Rieletto nel 1976                                                                              |                                                               |
| 16                                       | 98                                       | Lloyd Bentsen (1921-2006)                | Democratico                              | 3 gennaio 1971                           | 20 gennaio 1993                          | 3                                                      | Rieletto nel 1982                                                                              |                                                               |
| 16                                       | 99                                       | Lloyd Bentsen (1921-2006)                | Democratico                              | 3 gennaio 1971                           | 20 gennaio 1993                          | 3                                                      | Rieletto nel 1982                                                                              |                                                               |
| 16                                       | 100                                      | Lloyd Bentsen (1921-2006)                | Democratico                              | 3 gennaio 1971                           | 20 gennaio 1993                          | 3                                                      | Rieletto nel 1982                                                                              |                                                               |
| 16                                       | 101                                      | Lloyd Bentsen (1921-2006)                | Democratico                              | 3 gennaio 1971                           | 20 gennaio 1993                          | 1/2                                                    | Rieletto nel 1988 Dimessosi per diventare segretario al tesoro                                 |                                                               |
| 16                                       | 102                                      | Lloyd Bentsen (1921-2006)                | Democratico                              | 3 gennaio 1971                           | 20 gennaio 1993                          | 1/2                                                    | Rieletto nel 1988 Dimessosi per diventare segretario al tesoro                                 |                                                               |
| 16                                       | 103                                      | Lloyd Bentsen (1921-2006)                | Democratico                              | 3 gennaio 1971                           | 20 gennaio 1993                          | 1/2                                                    | Rieletto nel 1988 Dimessosi per diventare segretario al tesoro                                 |                                                               |
| Vacante                                  | Vacante                                  | Vacante                                  | Vacante                                  | 20 gennaio 1993                          | 23 gennaio 1993                          | 1/2                                                    |                                                                                                |                                                               |
| 17                                       |                                          | Bob Krueger (1935-2022)                  | Democratico                              | 23 gennaio 1993                          | 14 giugno 1993                           | 1/2                                                    | Nominato per continuare il mandato Ha perso l'elezione                                         |                                                               |
| 18                                       |                                          | Kay Bailey Hutchison (1943-)             | Repubblicano                             | 14 giugno 1993                           | 3 gennaio 2013                           | 1/2                                                    | Eletta per terminare il mandato                                                                |                                                               |
| 18                                       | 104                                      | Kay Bailey Hutchison (1943-)             | Repubblicano                             | 14 giugno 1993                           | 3 gennaio 2013                           | 1                                                      | Rieletta nel 1994                                                                              |                                                               |
| 18                                       | 105                                      | Kay Bailey Hutchison (1943-)             | Repubblicano                             | 14 giugno 1993                           | 3 gennaio 2013                           | 1                                                      | Rieletta nel 1994                                                                              |                                                               |
| 18                                       | 106                                      | Kay Bailey Hutchison (1943-)             | Repubblicano                             | 14 giugno 1993                           | 3 gennaio 2013                           | 1                                                      | Rieletta nel 1994                                                                              |                                                               |
| 18                                       | 107                                      | Kay Bailey Hutchison (1943-)             | Repubblicano                             | 14 giugno 1993                           | 3 gennaio 2013                           | 2                                                      | Rieletta nel 2000                                                                              |                                                               |
| 18                                       | 108                                      | Kay Bailey Hutchison (1943-)             | Repubblicano                             | 14 giugno 1993                           | 3 gennaio 2013                           | 2                                                      | Rieletta nel 2000                                                                              |                                                               |
| 18                                       | 109                                      | Kay Bailey Hutchison (1943-)             | Repubblicano                             | 14 giugno 1993                           | 3 gennaio 2013                           | 2                                                      | Rieletta nel 2000                                                                              |                                                               |
| 18                                       | 110                                      | Kay Bailey Hutchison (1943-)             | Repubblicano                             | 14 giugno 1993                           | 3 gennaio 2013                           | 3                                                      | Rieletta nel 2006 Ritiratasi                                                                   |                                                               |
| 18                                       | 111                                      | Kay Bailey Hutchison (1943-)             | Repubblicano                             | 14 giugno 1993                           | 3 gennaio 2013                           | 3                                                      | Rieletta nel 2006 Ritiratasi                                                                   |                                                               |
| 18                                       | 112                                      | Kay Bailey Hutchison (1943-)             | Repubblicano                             | 14 giugno 1993                           | 3 gennaio 2013                           | 3                                                      | Rieletta nel 2006 Ritiratasi                                                                   |                                                               |
| 19                                       |                                          | Ted Cruz (1970-)                         | Repubblicano                             | 3 gennaio 2013                           | in carica                                | 113                                                    | 1                                                                                              | Eletto nel 2012                                               |
| 19                                       | 114                                      | Ted Cruz (1970-)                         | Repubblicano                             | 3 gennaio 2013                           | in carica                                |                                                        | 1                                                                                              | Eletto nel 2012                                               |
| 19                                       | 115                                      | Ted Cruz (1970-)                         | Repubblicano                             | 3 gennaio 2013                           | in carica                                |                                                        | 1                                                                                              | Eletto nel 2012                                               |
| 19                                       | 116                                      | Ted Cruz (1970-)                         | Repubblicano                             | 3 gennaio 2013                           | in carica                                | 2                                                      | Rieletto nel 2018                                                                              |                                                               |
| 19                                       | 117                                      | Ted Cruz (1970-)                         | Repubblicano                             | 3 gennaio 2013                           | in carica                                | 2                                                      | Rieletto nel 2018                                                                              |                                                               |
| 19                                       | 118                                      | Ted Cruz (1970-)                         | Repubblicano                             | 3 gennaio 2013                           | in carica                                | 2                                                      | Rieletto nel 2018                                                                              |                                                               |
| Da determinarsi con le elezioni del 2024 | Da determinarsi con le elezioni del 2024 | Da determinarsi con le elezioni del 2024 | Da determinarsi con le elezioni del 2024 | Da determinarsi con le elezioni del 2024 | Da determinarsi con le elezioni del 2024 | 119                                                    |                                                                                                |                                                               |
| Da determinarsi con le elezioni del 2024 | Da determinarsi con le elezioni del 2024 | Da determinarsi con le elezioni del 2024 | Da determinarsi con le elezioni del 2024 | Da determinarsi con le elezioni del 2024 | Da determinarsi con le elezioni del 2024 | 120                                                    |                                                                                                |                                                               |
| Da determinarsi con le elezioni del 2024 | Da determinarsi con le elezioni del 2024 | Da determinarsi con le elezioni del 2024 | Da determinarsi con le elezioni del 2024 | Da determinarsi con le elezioni del 2024 | Da determinarsi con le elezioni del 2024 | 121                                                    |                                                                                                |                                                               |

### Classe 2
| N.                                       | Foto                                     | Senatore                                 | Partito                                  | Carica                                   | Carica                                   | Congresso                                                                                  | Mandato                                                                                    | Storia elettorale                                            |
| N.                                       | Foto                                     | Senatore                                 | Partito                                  | Inizio                                   | Termine                                  | Congresso                                                                                  | Mandato                                                                                    | Storia elettorale                                            |
| ---------------------------------------- | ---------------------------------------- | ---------------------------------------- | ---------------------------------------- | ---------------------------------------- | ---------------------------------------- | ------------------------------------------------------------------------------------------ | ------------------------------------------------------------------------------------------ | ------------------------------------------------------------ |
| 1                                        |                                          | Sam Houston (1793-1863)                  | Democratico                              | 21 febbraio 1846                         | 3 marzo 1859                             | 29                                                                                         | 1                                                                                          | Eletto all'ammissione nel 1846                               |
| 1                                        | 30                                       | Sam Houston (1793-1863)                  | Democratico                              | 21 febbraio 1846                         | 3 marzo 1859                             | 2                                                                                          | Rieletto nel 1847                                                                          |                                                              |
| 1                                        | 31                                       | Sam Houston (1793-1863)                  | Democratico                              | 21 febbraio 1846                         | 3 marzo 1859                             | 2                                                                                          | Rieletto nel 1847                                                                          |                                                              |
| 1                                        | 32                                       | Sam Houston (1793-1863)                  | Democratico                              | 21 febbraio 1846                         | 3 marzo 1859                             | 2                                                                                          | Rieletto nel 1847                                                                          |                                                              |
| 1                                        | 33                                       | Sam Houston (1793-1863)                  | Democratico                              | 21 febbraio 1846                         | 3 marzo 1859                             | 3                                                                                          | Rieletto nel 1853 Ritiratosi                                                               |                                                              |
| 1                                        | 34                                       | Sam Houston (1793-1863)                  | Democratico                              | 21 febbraio 1846                         | 3 marzo 1859                             | 3                                                                                          | Rieletto nel 1853 Ritiratosi                                                               |                                                              |
| 1                                        | 35                                       | Sam Houston (1793-1863)                  | Democratico                              | 21 febbraio 1846                         | 3 marzo 1859                             | 3                                                                                          | Rieletto nel 1853 Ritiratosi                                                               |                                                              |
| 2                                        |                                          | John Hemphill (1803-1862)                | Democratico                              | 4 gennaio 1859                           | 11 luglio 1861                           | 36                                                                                         | 1/2                                                                                        | Eletto nel 1862 Espulso a seguito della secessione del Texas |
| 2                                        | 37                                       | John Hemphill (1803-1862)                | Democratico                              | 4 gennaio 1859                           | 11 luglio 1861                           |                                                                                            | 1/2                                                                                        | Eletto nel 1862 Espulso a seguito della secessione del Texas |
|                                          | Vacante                                  | Vacante                                  | Vacante                                  | 11 luglio 1861                           | 31 marzo 1870                            | Guerra di Secessione Americana Per maggiori informazioni: Texas nella guerra di secessione | 1/2                                                                                        |                                                              |
|                                          | Vacante                                  | Vacante                                  | Vacante                                  | 11 luglio 1861                           | 31 marzo 1870                            | Guerra di Secessione Americana Per maggiori informazioni: Texas nella guerra di secessione | 1/2                                                                                        | 38                                                           |
| 39                                       | Vacante                                  | Vacante                                  | Vacante                                  | 11 luglio 1861                           | 31 marzo 1870                            | Guerra di Secessione Americana Per maggiori informazioni: Texas nella guerra di secessione | 1/2                                                                                        |                                                              |
| 40                                       | Vacante                                  | Vacante                                  | Vacante                                  | 11 luglio 1861                           | 31 marzo 1870                            | Guerra di Secessione Americana Per maggiori informazioni: Texas nella guerra di secessione | 1/2                                                                                        |                                                              |
|                                          | Vacante                                  | Vacante                                  | Vacante                                  | 11 luglio 1861                           | 31 marzo 1870                            | Guerra di Secessione Americana Per maggiori informazioni: Texas nella guerra di secessione | 1/2                                                                                        | 41                                                           |
| 3                                        |                                          | Morgan C. Hamilton (1809-1893)           | Repubblicano                             | 31 marzo 1870                            | 3 marzo 1877                             | Eletto alla riammissione                                                                   | 1/2                                                                                        |                                                              |
| 3                                        | 42                                       | Morgan C. Hamilton (1809-1893)           | Repubblicano                             | 31 marzo 1870                            | 3 marzo 1877                             | 1                                                                                          | Rieletto nel 1871 Ritiratosi                                                               |                                                              |
| 3                                        | 43                                       | Morgan C. Hamilton (1809-1893)           | Repubblicano                             | 31 marzo 1870                            | 3 marzo 1877                             | 1                                                                                          | Rieletto nel 1871 Ritiratosi                                                               |                                                              |
| 3                                        | 44                                       | Morgan C. Hamilton (1809-1893)           | Repubblicano                             | 31 marzo 1870                            | 3 marzo 1877                             | 1                                                                                          | Rieletto nel 1871 Ritiratosi                                                               |                                                              |
| 4                                        |                                          | Richard Coke (1829-1897)                 | Democratico                              | 4 marzo 1877                             | 3 marzo 1895                             | 45                                                                                         | 1                                                                                          | Eletto nel 1876                                              |
| 4                                        | 46                                       | Richard Coke (1829-1897)                 | Democratico                              | 4 marzo 1877                             | 3 marzo 1895                             |                                                                                            | 1                                                                                          | Eletto nel 1876                                              |
| 4                                        | 47                                       | Richard Coke (1829-1897)                 | Democratico                              | 4 marzo 1877                             | 3 marzo 1895                             |                                                                                            | 1                                                                                          | Eletto nel 1876                                              |
| 4                                        | 48                                       | Richard Coke (1829-1897)                 | Democratico                              | 4 marzo 1877                             | 3 marzo 1895                             | 2                                                                                          | Rieletto nel 1882                                                                          |                                                              |
| 4                                        | 49                                       | Richard Coke (1829-1897)                 | Democratico                              | 4 marzo 1877                             | 3 marzo 1895                             | 2                                                                                          | Rieletto nel 1882                                                                          |                                                              |
| 4                                        | 50                                       | Richard Coke (1829-1897)                 | Democratico                              | 4 marzo 1877                             | 3 marzo 1895                             | 2                                                                                          | Rieletto nel 1882                                                                          |                                                              |
| 4                                        | 51                                       | Richard Coke (1829-1897)                 | Democratico                              | 4 marzo 1877                             | 3 marzo 1895                             | 3                                                                                          | Rieletto nel 1888 Ritiratosi                                                               |                                                              |
| 4                                        | 52                                       | Richard Coke (1829-1897)                 | Democratico                              | 4 marzo 1877                             | 3 marzo 1895                             | 3                                                                                          | Rieletto nel 1888 Ritiratosi                                                               |                                                              |
| 4                                        | 53                                       | Richard Coke (1829-1897)                 | Democratico                              | 4 marzo 1877                             | 3 marzo 1895                             | 3                                                                                          | Rieletto nel 1888 Ritiratosi                                                               |                                                              |
| 5                                        |                                          | Horace Chilton (1853-1932)               | Democratico                              | 4 marzo 1895                             | 3 marzo 1901                             | 54                                                                                         | 1                                                                                          | Eletto nel 1894 Ritiratosi                                   |
| 5                                        | 55                                       | Horace Chilton (1853-1932)               | Democratico                              | 4 marzo 1895                             | 3 marzo 1901                             |                                                                                            | 1                                                                                          | Eletto nel 1894 Ritiratosi                                   |
| 5                                        | 56                                       | Horace Chilton (1853-1932)               | Democratico                              | 4 marzo 1895                             | 3 marzo 1901                             |                                                                                            | 1                                                                                          | Eletto nel 1894 Ritiratosi                                   |
| 6                                        |                                          | Joseph Weldon Bailey (1862-1929)         | Democratico                              | 4 marzo 1901                             | 3 gennaio 1913                           | 57                                                                                         | 1                                                                                          | Eletto nel 1901                                              |
| 6                                        | 58                                       | Joseph Weldon Bailey (1862-1929)         | Democratico                              | 4 marzo 1901                             | 3 gennaio 1913                           |                                                                                            | 1                                                                                          | Eletto nel 1901                                              |
| 6                                        | 59                                       | Joseph Weldon Bailey (1862-1929)         | Democratico                              | 4 marzo 1901                             | 3 gennaio 1913                           |                                                                                            | 1                                                                                          | Eletto nel 1901                                              |
| 6                                        | 60                                       | Joseph Weldon Bailey (1862-1929)         | Democratico                              | 4 marzo 1901                             | 3 gennaio 1913                           | 1/2                                                                                        | Rieletto nel 1901 Dimessosi                                                                |                                                              |
| 6                                        | 61                                       | Joseph Weldon Bailey (1862-1929)         | Democratico                              | 4 marzo 1901                             | 3 gennaio 1913                           | 1/2                                                                                        | Rieletto nel 1901 Dimessosi                                                                |                                                              |
| 6                                        | 62                                       | Joseph Weldon Bailey (1862-1929)         | Democratico                              | 4 marzo 1901                             | 3 gennaio 1913                           | 1/2                                                                                        | Rieletto nel 1901 Dimessosi                                                                |                                                              |
| 7                                        |                                          | Rienzi Melville Johnston (1849-1926)     | Democratico                              | 3 gennaio 1913                           | 29 gennaio 1913                          | 1/2                                                                                        | Nominato per continuare il mandato Ha perso l'elezione                                     |                                                              |
| Vacante                                  | Vacante                                  | Vacante                                  | Vacante                                  | 29 gennaio 1913                          | 3 febbraio 1913                          | 1/2                                                                                        |                                                                                            |                                                              |
| 8                                        |                                          | Morris Sheppard (1875-1941)              | Democratico                              | 3 febbraio 1913                          | 9 aprile 1941                            | 1/2                                                                                        | Eletto per terminare il mandato                                                            |                                                              |
| 8                                        | 63                                       | Morris Sheppard (1875-1941)              | Democratico                              | 3 febbraio 1913                          | 9 aprile 1941                            | 1                                                                                          | Rieletto nel 1913                                                                          |                                                              |
| 8                                        | 64                                       | Morris Sheppard (1875-1941)              | Democratico                              | 3 febbraio 1913                          | 9 aprile 1941                            | 1                                                                                          | Rieletto nel 1913                                                                          |                                                              |
| 8                                        | 65                                       | Morris Sheppard (1875-1941)              | Democratico                              | 3 febbraio 1913                          | 9 aprile 1941                            | 1                                                                                          | Rieletto nel 1913                                                                          |                                                              |
| 8                                        | 66                                       | Morris Sheppard (1875-1941)              | Democratico                              | 3 febbraio 1913                          | 9 aprile 1941                            | 2                                                                                          | Rieletto nel 1918                                                                          |                                                              |
| 8                                        | 67                                       | Morris Sheppard (1875-1941)              | Democratico                              | 3 febbraio 1913                          | 9 aprile 1941                            | 2                                                                                          | Rieletto nel 1918                                                                          |                                                              |
| 8                                        | 68                                       | Morris Sheppard (1875-1941)              | Democratico                              | 3 febbraio 1913                          | 9 aprile 1941                            | 2                                                                                          | Rieletto nel 1918                                                                          |                                                              |
| 8                                        | 69                                       | Morris Sheppard (1875-1941)              | Democratico                              | 3 febbraio 1913                          | 9 aprile 1941                            | 3                                                                                          | Rieletto nel 1924                                                                          |                                                              |
| 8                                        | 70                                       | Morris Sheppard (1875-1941)              | Democratico                              | 3 febbraio 1913                          | 9 aprile 1941                            | 3                                                                                          | Rieletto nel 1924                                                                          |                                                              |
| 8                                        | 71                                       | Morris Sheppard (1875-1941)              | Democratico                              | 3 febbraio 1913                          | 9 aprile 1941                            | 3                                                                                          | Rieletto nel 1924                                                                          |                                                              |
| 8                                        | 72                                       | Morris Sheppard (1875-1941)              | Democratico                              | 3 febbraio 1913                          | 9 aprile 1941                            | 4                                                                                          | Rieletto nel 1930                                                                          |                                                              |
| 8                                        | 73                                       | Morris Sheppard (1875-1941)              | Democratico                              | 3 febbraio 1913                          | 9 aprile 1941                            | 4                                                                                          | Rieletto nel 1930                                                                          |                                                              |
| 8                                        | 74                                       | Morris Sheppard (1875-1941)              | Democratico                              | 3 febbraio 1913                          | 9 aprile 1941                            | 4                                                                                          | Rieletto nel 1930                                                                          |                                                              |
| 8                                        | 75                                       | Morris Sheppard (1875-1941)              | Democratico                              | 3 febbraio 1913                          | 9 aprile 1941                            | 1/2                                                                                        | Rieletto nel 1936 Deceduto                                                                 |                                                              |
| 8                                        | 76                                       | Morris Sheppard (1875-1941)              | Democratico                              | 3 febbraio 1913                          | 9 aprile 1941                            | 1/2                                                                                        | Rieletto nel 1936 Deceduto                                                                 |                                                              |
| 8                                        | 77                                       | Morris Sheppard (1875-1941)              | Democratico                              | 3 febbraio 1913                          | 9 aprile 1941                            | 1/2                                                                                        | Rieletto nel 1936 Deceduto                                                                 |                                                              |
| Vacante                                  | Vacante                                  | Vacante                                  | Vacante                                  | 9 aprile 1941                            | 21 aprile 1941                           | 1/2                                                                                        |                                                                                            |                                                              |
| 9                                        |                                          | Andrew Jackson Houston (1854-1941)       | Democratico                              | 21 aprile 1941                           | 26 giugno 1941                           | 1/2                                                                                        | Nominato per continuare il mandato Deceduto                                                |                                                              |
| Vacante                                  | Vacante                                  | Vacante                                  | Vacante                                  | 26 giugno 1941                           | 4 agosto 1941                            | 1/2                                                                                        |                                                                                            |                                                              |
| 10                                       |                                          | W. Lee O'Daniel (1890-1969)              | Democratico                              | 4 agosto 1941                            | 3 gennaio 1949                           | 1/2                                                                                        | Eletto per terminare il mandato                                                            |                                                              |
| 10                                       | 78                                       | W. Lee O'Daniel (1890-1969)              | Democratico                              | 4 agosto 1941                            | 3 gennaio 1949                           | 1                                                                                          | Rieletto nel 1942 Ritiratosi                                                               |                                                              |
| 10                                       | 79                                       | W. Lee O'Daniel (1890-1969)              | Democratico                              | 4 agosto 1941                            | 3 gennaio 1949                           | 1                                                                                          | Rieletto nel 1942 Ritiratosi                                                               |                                                              |
| 10                                       | 80                                       | W. Lee O'Daniel (1890-1969)              | Democratico                              | 4 agosto 1941                            | 3 gennaio 1949                           | 1                                                                                          | Rieletto nel 1942 Ritiratosi                                                               |                                                              |
| 11                                       |                                          | Lyndon B. Johnson (1907-1973)            | Democratico                              | 3 gennaio 1949                           | 3 gennaio 1961                           | 81                                                                                         | 1                                                                                          | Eletto nel 1948                                              |
| 11                                       | 82                                       | Lyndon B. Johnson (1907-1973)            | Democratico                              | 3 gennaio 1949                           | 3 gennaio 1961                           |                                                                                            | 1                                                                                          | Eletto nel 1948                                              |
| 11                                       | 83                                       | Lyndon B. Johnson (1907-1973)            | Democratico                              | 3 gennaio 1949                           | 3 gennaio 1961                           |                                                                                            | 1                                                                                          | Eletto nel 1948                                              |
| 11                                       | 84                                       | Lyndon B. Johnson (1907-1973)            | Democratico                              | 3 gennaio 1949                           | 3 gennaio 1961                           | 2                                                                                          | Rieletto nel 1954 Rieletto nel 1960 ma rifiutò per diventare vice-presidente               |                                                              |
| 11                                       | 85                                       | Lyndon B. Johnson (1907-1973)            | Democratico                              | 3 gennaio 1949                           | 3 gennaio 1961                           | 2                                                                                          | Rieletto nel 1954 Rieletto nel 1960 ma rifiutò per diventare vice-presidente               |                                                              |
| 11                                       | 86                                       | Lyndon B. Johnson (1907-1973)            | Democratico                              | 3 gennaio 1949                           | 3 gennaio 1961                           | 2                                                                                          | Rieletto nel 1954 Rieletto nel 1960 ma rifiutò per diventare vice-presidente               |                                                              |
| 12                                       |                                          | William A. Blakley (1898-1976)           | Democratico                              | 3 gennaio 1961                           | 14 giugno 1961                           | 87                                                                                         | 1/2                                                                                        | Nominato per iniziare il mandato Ha perso l'elezione         |
|                                          |                                          | John Tower (1925-1991)                   | Repubblicano                             | 15 giugno 1961                           | 3 gennaio 1985                           | 87                                                                                         | 1/2                                                                                        | Eletto per terminare il mandato                              |
| 13                                       | 88                                       | John Tower (1925-1991)                   | Repubblicano                             | 15 giugno 1961                           | 3 gennaio 1985                           |                                                                                            | 1/2                                                                                        | Eletto per terminare il mandato                              |
| 13                                       | 89                                       | John Tower (1925-1991)                   | Repubblicano                             | 15 giugno 1961                           | 3 gennaio 1985                           |                                                                                            | 1/2                                                                                        | Eletto per terminare il mandato                              |
| 13                                       | 90                                       | John Tower (1925-1991)                   | Repubblicano                             | 15 giugno 1961                           | 3 gennaio 1985                           | 1                                                                                          | Rieletto nel 1961                                                                          |                                                              |
| 13                                       | 91                                       | John Tower (1925-1991)                   | Repubblicano                             | 15 giugno 1961                           | 3 gennaio 1985                           | 1                                                                                          | Rieletto nel 1961                                                                          |                                                              |
| 13                                       | 92                                       | John Tower (1925-1991)                   | Repubblicano                             | 15 giugno 1961                           | 3 gennaio 1985                           | 1                                                                                          | Rieletto nel 1961                                                                          |                                                              |
| 13                                       | 93                                       | John Tower (1925-1991)                   | Repubblicano                             | 15 giugno 1961                           | 3 gennaio 1985                           | 2                                                                                          | Rieletto nel 1972                                                                          |                                                              |
| 13                                       | 94                                       | John Tower (1925-1991)                   | Repubblicano                             | 15 giugno 1961                           | 3 gennaio 1985                           | 2                                                                                          | Rieletto nel 1972                                                                          |                                                              |
| 13                                       | 95                                       | John Tower (1925-1991)                   | Repubblicano                             | 15 giugno 1961                           | 3 gennaio 1985                           | 2                                                                                          | Rieletto nel 1972                                                                          |                                                              |
| 13                                       | 96                                       | John Tower (1925-1991)                   | Repubblicano                             | 15 giugno 1961                           | 3 gennaio 1985                           | 3                                                                                          | Rieletto nel 1978 Ritiratosi                                                               |                                                              |
| 13                                       | 97                                       | John Tower (1925-1991)                   | Repubblicano                             | 15 giugno 1961                           | 3 gennaio 1985                           | 3                                                                                          | Rieletto nel 1978 Ritiratosi                                                               |                                                              |
| 13                                       | 98                                       | John Tower (1925-1991)                   | Repubblicano                             | 15 giugno 1961                           | 3 gennaio 1985                           | 3                                                                                          | Rieletto nel 1978 Ritiratosi                                                               |                                                              |
| 14                                       |                                          | Phil Gramm (1942-)                       | Repubblicano                             | 3 gennaio 1985                           | 2 dicembre 2002                          | 99                                                                                         | 1                                                                                          | Eletto nel 1984                                              |
| 14                                       | 100                                      | Phil Gramm (1942-)                       | Repubblicano                             | 3 gennaio 1985                           | 2 dicembre 2002                          |                                                                                            | 1                                                                                          | Eletto nel 1984                                              |
| 14                                       | 101                                      | Phil Gramm (1942-)                       | Repubblicano                             | 3 gennaio 1985                           | 2 dicembre 2002                          |                                                                                            | 1                                                                                          | Eletto nel 1984                                              |
| 14                                       | 102                                      | Phil Gramm (1942-)                       | Repubblicano                             | 3 gennaio 1985                           | 2 dicembre 2002                          | 2                                                                                          | Rieletto nel 1990                                                                          |                                                              |
| 14                                       | 103                                      | Phil Gramm (1942-)                       | Repubblicano                             | 3 gennaio 1985                           | 2 dicembre 2002                          | 2                                                                                          | Rieletto nel 1990                                                                          |                                                              |
| 14                                       | 104                                      | Phil Gramm (1942-)                       | Repubblicano                             | 3 gennaio 1985                           | 2 dicembre 2002                          | 2                                                                                          | Rieletto nel 1990                                                                          |                                                              |
| 14                                       | 105                                      | Phil Gramm (1942-)                       | Repubblicano                             | 3 gennaio 1985                           | 2 dicembre 2002                          | 3                                                                                          | Rieletto nel 1996 Ritiratosi e poi dimessosi per dare una maggiore anzianità al successore |                                                              |
| 14                                       | 106                                      | Phil Gramm (1942-)                       | Repubblicano                             | 3 gennaio 1985                           | 2 dicembre 2002                          | 3                                                                                          | Rieletto nel 1996 Ritiratosi e poi dimessosi per dare una maggiore anzianità al successore |                                                              |
| 14                                       | 107                                      | Phil Gramm (1942-)                       | Repubblicano                             | 3 gennaio 1985                           | 2 dicembre 2002                          | 3                                                                                          | Rieletto nel 1996 Ritiratosi e poi dimessosi per dare una maggiore anzianità al successore |                                                              |
| 15                                       |                                          | John Cornyn (1952-)                      | Repubblicano                             | 2 dicembre 2002                          | in carica                                | 3                                                                                          | Nominato avendo già vinto le elezioni                                                      |                                                              |
| 15                                       | 108                                      | John Cornyn (1952-)                      | Repubblicano                             | 2 dicembre 2002                          | in carica                                | 1                                                                                          | Eletto nel 2002                                                                            |                                                              |
| 15                                       | 109                                      | John Cornyn (1952-)                      | Repubblicano                             | 2 dicembre 2002                          | in carica                                | 1                                                                                          | Eletto nel 2002                                                                            |                                                              |
| 15                                       | 110                                      | John Cornyn (1952-)                      | Repubblicano                             | 2 dicembre 2002                          | in carica                                | 1                                                                                          | Eletto nel 2002                                                                            |                                                              |
| 15                                       | 111                                      | John Cornyn (1952-)                      | Repubblicano                             | 2 dicembre 2002                          | in carica                                | 2                                                                                          | Rieletto nel 2008                                                                          |                                                              |
| 15                                       | 112                                      | John Cornyn (1952-)                      | Repubblicano                             | 2 dicembre 2002                          | in carica                                | 2                                                                                          | Rieletto nel 2008                                                                          |                                                              |
| 15                                       | 113                                      | John Cornyn (1952-)                      | Repubblicano                             | 2 dicembre 2002                          | in carica                                | 2                                                                                          | Rieletto nel 2008                                                                          |                                                              |
| 15                                       | 114                                      | John Cornyn (1952-)                      | Repubblicano                             | 2 dicembre 2002                          | in carica                                | 3                                                                                          | Rieletto nel 2014                                                                          |                                                              |
| 15                                       | 115                                      | John Cornyn (1952-)                      | Repubblicano                             | 2 dicembre 2002                          | in carica                                | 3                                                                                          | Rieletto nel 2014                                                                          |                                                              |
| 15                                       | 116                                      | John Cornyn (1952-)                      | Repubblicano                             | 2 dicembre 2002                          | in carica                                | 3                                                                                          | Rieletto nel 2014                                                                          |                                                              |
| 15                                       | 117                                      | John Cornyn (1952-)                      | Repubblicano                             | 2 dicembre 2002                          | in carica                                | 4                                                                                          | Rieletto nel 2020                                                                          |                                                              |
| 15                                       | 118                                      | John Cornyn (1952-)                      | Repubblicano                             | 2 dicembre 2002                          | in carica                                | 4                                                                                          | Rieletto nel 2020                                                                          |                                                              |
| 15                                       | 119                                      | John Cornyn (1952-)                      | Repubblicano                             | 2 dicembre 2002                          | in carica                                | 4                                                                                          | Rieletto nel 2020                                                                          |                                                              |
| Da determinarsi con le elezioni del 2026 | Da determinarsi con le elezioni del 2026 | Da determinarsi con le elezioni del 2026 | Da determinarsi con le elezioni del 2026 | Da determinarsi con le elezioni del 2026 | Da determinarsi con le elezioni del 2026 | 120                                                                                        |                                                                                            |                                                              |
| Da determinarsi con le elezioni del 2026 | Da determinarsi con le elezioni del 2026 | Da determinarsi con le elezioni del 2026 | Da determinarsi con le elezioni del 2026 | Da determinarsi con le elezioni del 2026 | Da determinarsi con le elezioni del 2026 | 121                                                                                        |                                                                                            |                                                              |
| Da determinarsi con le elezioni del 2026 | Da determinarsi con le elezioni del 2026 | Da determinarsi con le elezioni del 2026 | Da determinarsi con le elezioni del 2026 | Da determinarsi con le elezioni del 2026 | Da determinarsi con le elezioni del 2026 | 122                                                                                        |                                                                                            |                                                              |